# Abel Elimbi Lobè
 (juin 2022).
Abel Elimbi Lobè est un homme politique et chroniqueur camerounais.

## Biographie

### Enfance, éducation et débuts
Abel Elimbi Lobè est né en pays Sawa, dans le littoral du Cameroun. Son père est emprisonné pendant 7 mois à la prison de Mbopi du fait qu'il est témoins de Jéhovah. Elimbi est blanchisseur de profession. Il a une blanchisserie traditionnelle à Ngangue.

### Carrière
Abel Elimbi Lobè est plusieurs fois candidat à diverses élections législatives au Cameroun,,. Il a été membre du Social Democratic Front, il arrive à la communication du Sdf au terme du congrès de ce parti, en octobre 2012, pour assister Béatrice Anenmbom Munjo, titulaire au poste 
En 2015, deux semaines avant la célébration du 25ème anniversaire du Social Democratic Front (Sdf) il est sanctionné par son parti politique, qui estime que les positions prises par Elimbi Lobé sont en déphasage avec les lignes directrices du parti.
En 2016, il quitte définitivement le parti en démissionnant. 

### Polémique autour de propos sur Ernest Ouandié
En février 2025, dans une émission de télévision animée par Parfait Ayissi, il considère qu'Ernest Ouandié n'était pas un nationaliste, mais un "bandit" brûlant des villages dans le Moungo, dépossédant les autochtones dans une quête hégémonique  et tribale,,. 

« Les Bamiléké d’Ernest Ouandié ont brûlé des villages entiers dans le Moungo pour prendre des terres. Ernest Ouandié est un bandit. Il ne faisait pas de la politique »

Le 25 février, il déclare 

« "J'informe à touts les Sawa que mon épouse vient tout de suite d'être agressée à mon bureau à Makepe et les individus promettent de me Hotter la vie." »